# Sommersbergsee
Sommersbergsee är en sjö i Österrike.   Den ligger i förbundslandet Steiermark, i den centrala delen av landet, 210 km väster om huvudstaden Wien. Sommersbergsee ligger 851 meter över havet.